# Оґартово
Оґартово (пол. Ogartowo) — село в Польщі, у гміні Полчин-Здруй Свідвинського повіту Західнопоморського воєводства.
Населення — 235 осіб (2011).

## Демографія
Демографічна структура станом на 31 березня 2011 року:
|          | Загалом | Допрацездатний вік | Працездатний вік | Постпрацездатний вік |
| -------- | ------- | ------------------ | ---------------- | -------------------- |
| Чоловіки | 122     | 22                 | 87               | 13                   |
| Жінки    | 113     | 18                 | 68               | 27                   |
| Разом    | 235     | 40                 | 155              | 40                   |